# Tara Rigney
Tara Rigney (* 30. März 1999 in Westminster, Western Australia) ist eine australische Ruderin, die zwei Bronzemedaillen bei Weltmeisterschaften gewann.

## Sportliche Karriere
Tara Rigney ist zwar in Western Australia geboren, wuchs aber in New South Wales auf. Sie rudert für den Ruderklub der Universität Sydney, an der sie auch studierte.
Bei den U23-Weltmeisterschaften 2019 belegte sie zusammen mit Dyone Bettega den zehnten Platz im Zweier ohne Steuerfrau. Bei den erst 2021 ausgetragenen Olympischen Spielen in Tokio trat Tara Rigney zusammen mit Amanda Bateman im Doppelzweierwettbewerb an. Nach einem dritten Platz im Vorlauf ruderten die beiden im Halbfinale auf den fünften Rang, nur die drei besten Doppelzweier jedes Halbfinallaufs erreichten das A-Finale. Im B-Finale waren Rigney und Bateman dann die Schnellsten und wurden damit Siebte in der Gesamtwertung.
2022 wechselte Rigney in den Einer und erreichte im Ruder-Weltcup zweimal die Medaillenränge. Bei den Weltmeisterschaften 2022 in Račice u Štětí gewann sie ihren Vorlauf und wurde im Halbfinale Zweite. Im Endlauf siegte die Niederländerin Karolien Florijn vor Emma Twigg aus Neuseeland. Tara Rigney wurde mit fast drei Sekunden Rückstand auf Twigg Dritte, sie erreichte das Ziel etwa eine Sekunde vor der viertplatzierten Chinesin Lu Shiyu. Auch 2023 trat Rigney zweimal im Weltcup an und wurde beide Male Zweite, einmal hinter der Deutschen Alexandra Föster und einmal hinter Karolien Florijn. Bei den Weltmeisterschaften in Belgrad siegte wie im Vorjahr Florijn vor Twigg und Rigney. Rigney lag diesmal anderthalb Sekunden hinter Twigg und fast drei Sekunden vor der viertplatzierten Kara Kohler aus den Vereinigten Staaten. 2024 gewann Rigney im Weltcup einmal und wurde einmal Zweite hinter Florijn. Bei den Olympischen Spielen in Paris siegte Florijn vor Twigg, dahinter kämpfte Rigney mit der Litauerin Viktorija Senkutė um Bronze, am Ende war die Litauerin eine halbe Sekunde vor Rigney im Ziel.